# Гора (фільм, 2015)
«Гора» (івр. Ha'har‎‎) — дансько-ізраїльський драматичий фільм, знятий Яель Кайям. Світова прем'єра стрічки відбулась 12 вересня 2015 року на Венеційському міжнародному кінофестивалі, а в Україні — 19 липня 2016 року на Одеському міжнародному кінофестивалі. Фільм розповідає про побожну жінку, яка стає свідком бентежної сексуальної сцени.

## У ролях
- Шані Кляйн — Звія
- Авшалом Поллак — Реувін
- Гаїтам Ібрагем Омарі — Абед

## Визнання
| Нагороди та номінації фільму «Гора» | Нагороди та номінації фільму «Гора»       | Нагороди та номінації фільму «Гора»                 | Нагороди та номінації фільму «Гора» | Нагороди та номінації фільму «Гора» | Нагороди та номінації фільму «Гора» |
| Рік                                 | Кінопремія / Кінофестиваль                | Категорія / Нагорода                                | Номінант                            | Результат                           |                                     |
| ----------------------------------- | ----------------------------------------- | --------------------------------------------------- | ----------------------------------- | ----------------------------------- | ----------------------------------- |
| 2015                                | AFI Fest                                  | Приз глядацьких симпатій («Нові автори»)            | «Гора»                              | Номінація                           |                                     |
| 2015                                | Венеційський кінофестиваль                | Найкращий фільм («Горизонти»)                       | «Гора»                              | Номінація                           |                                     |
| 2016                                | Гетеборзький кінофестиваль                | Найкращий дебют                                     | Яель Кайям                          | Номінація                           |                                     |
| 2016                                | Сан-Франциський міжнародний кінофестиваль | Спеціальний приз журі за найкращого нового режисера | Яель Кайям                          | Перемога                            |                                     |
| 2016                                | Сан-Франциський міжнародний кінофестиваль | «Золоті ворота» за найкращого нового режисера       | Яель Кайям                          | Номінація                           |                                     |
| 2016                                | Сарасотський кінофестиваль                | Приз журі за найкращий фільм                        | «Гора»                              | Номінація                           |                                     |
| 2016                                | Стамбульський міжнародний кінофестиваль   | Приз глядацьких симпатій                            | «Гора»                              | Номінація                           |                                     |
| 2016                                | Фрібурський міжнародний кінофестиваль     | Приз «Don Quixote»                                  | «Гора»                              | Перемога                            |                                     |
| 2016                                | Фрібурський міжнародний кінофестиваль     | Гран-прі                                            | «Гора»                              | Перемога                            |                                     |